# Marktmeister
Der Marktmeister (früher auch Marktvogt) ist eine von der Stadt- oder Gemeindeverwaltung angestellte Person, welche die Aufsicht über die zu Markt gebrachten Lebensmittel sowie deren Güte und Preis führt, den Verkäufern Plätze und Stände zuweist und etwaige Gebühren (Marktgeld) von diesen erhebt.